# Mio Yūki
Mio Yūki (優希 美青?, Yūki Mio), pseudonimo di Rina Kanno (菅野莉奈?, Kanno Rina; Fukushima, 5 aprile 1999), è un'attrice, modella e personaggio televisivo giapponese.

## Filmografia

### Cinema
- Sora tobu kingyo to sekai no himitsu (空飛ぶ金魚と世界のひみつ?), regia di Hiroki Hayashi (2013)[1]
- Otome no recipe (乙女のレシピ ?), regia di Mitsuhiro Mihara (2014)[2]
- Torihada: gekijōban II (トリハダ 劇場版2?), regia di Kôichirô Miki (2014)[3]
- As the Gods Will (神さまの言うとおり?), regia di Takashi Miike (2014)[4]
- Fantastic Girls (でーれーガールズ?), regia di Akiko Ohku (2015)[5]
- Assassination Classroom (映画 暗殺教室?), regia di Eiichiro Hasumi (2015)
- Yakuza Apocalypse (極道大戦争?), regia di Takashi Miike (2015)[6]
- Assassination Classroom: Graduation (暗殺教室 -卒業編-?), regia di Eiichiro Hasumi (2016)
- Chihayafuru: musubi (ちはやふる -結び-?), regia di Norihiro Koizumi (2018)
- Marmalade Boy (ママレード・ボーイ?), regia di Ryuichi Hiroki (2018)[7]
- Hatsukoi: otosan, chibi ga inaku narimashita (初恋 お父さん、チビがいなくなりました?), regia di Shotaro Kobayashi (2019)
- Uchi no shitsuji ga iu koto niwa (うちの執事が言うことには?), regia di Shinji Kuma (2019)
- Walking Man, regia di Anarchy (2019)
- Kiss Him, Not Me! (私がモテてどうすんだ?), regia di Norihisa Hiranuma (2020)
- 10 manbun no 1 (10万分の1?), regia di Koichiro Miki (2020)
- No Call No Life, regia di Igashi Aya (2021)

### Televisione
- Kumo no kaidan (雲の階段?) – serie TV (2013)[8]
- Amachan (あまちゃん?) – serie TV (2013)[9]
- Hakuba no ōuji-sama junai tekireiki (ハクバノ王子サマ 純愛適齢期?) – serie TV (2013)[10]
- Ashita, mama ga inai (明日、ママがいない?) – serie TV, 1 episodio (2014)[11]
- Massan (マッサン?) – serie TV (2015)[12]
- Death Note (デスノート?) – serie TV (2015)[13]
- Erased (僕だけがいない街?) – serie TV (2017)[14]
- Zenryoku shissou (全力失踪?) – serie TV (2017)
- Tantei ga hayasugiru (探偵が早すぎる?) – serie TV (2018)
- Dakara watashi wa oshimashita (だから私は推しました?) – serie TV (2019)

### Radio
- Mio Yūki's First Diary (Tokyo FM, 2013-in corso)[15]

### Spot pubblicitari
- Kyocera - Kyocera Thinking Energy (2012-in corso)[16]
- Ezaki Glico - Giant Cone (2013-in corso)[16]